# NGC 459
NGC 459 est une vaste et lointaine galaxie spirale située dans la constellation des Poissons. NGC 459 a été découverte par l'astronome germano-britannique William Herschel en 1784.

## Caractéristiques
Sa vitesse par rapport au fond diffus cosmologique est de 12 394 ± 22 km/s, ce qui correspond à une distance de Hubble de 183 ± 13 Mpc (∼597 millions d'al).
La classe de luminosité de NGC 459 est II-III et elle présente une large raie HI.

## Supernova
La supernova SN 2011fv a été découverte dans NGC 459 le 26 août 2011 par les astronomes amateurs italiens Fabrizio Ciabattari et E. Mazzoni du groupe ISSP (Italian Supernovae Search Project). Cette supernova était de type II.